# 先期產品品質規劃

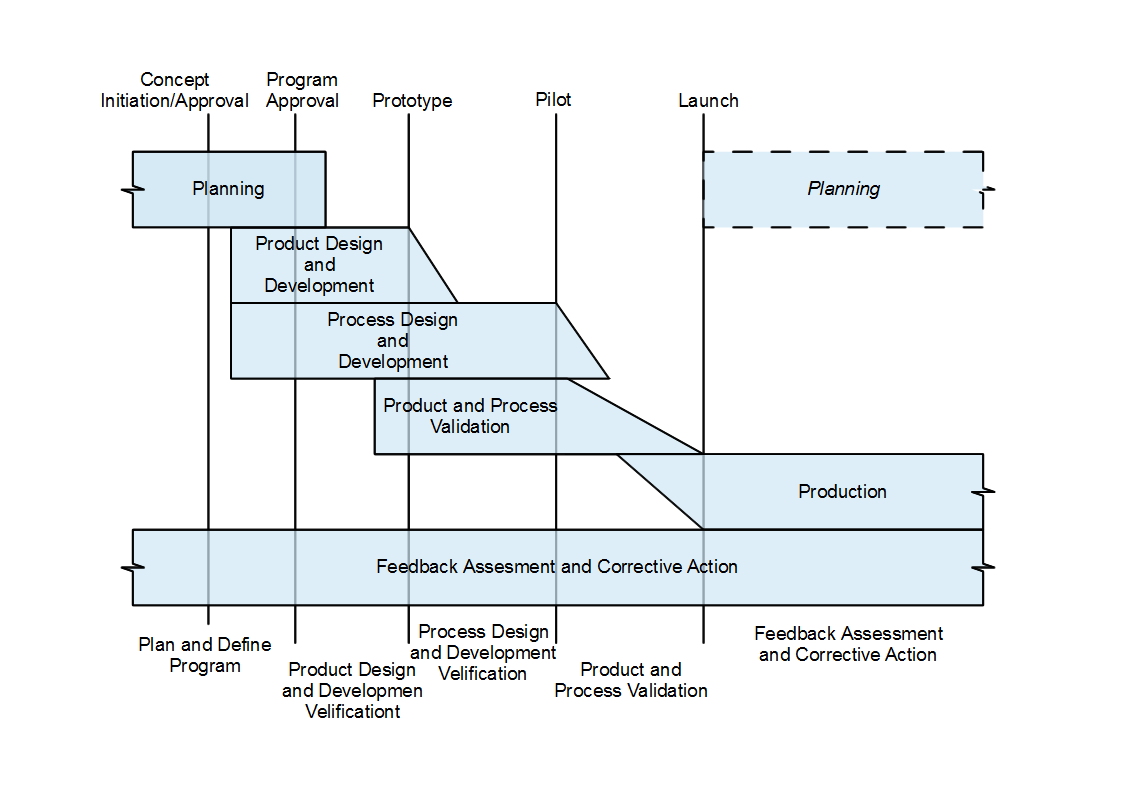
先期產品品質規劃并发工程示意图

先期產品品質規劃（Advanced product quality planning）簡稱APQP，是私营部门产品開發相關程序及技術的框架，常用在汽車產業中。其概念類似六西格瑪設計（DFSS）。
依照汽车工业行动集团的定義，先期產品品質規劃的目的是「產出可以支持產品或服務開發的產品品質計劃，確保產品或服務可使客戶滿意。」先期產品品質規劃是通用汽车、福特汽车、克萊斯勒集團及其供應商產品開發系統的一部份。

## 歷史
先期產品品質規劃是1980年代末期由美國的通用汽车、福特汽车、克萊斯勒三大車廠的專家所開發的流程。
三家汽車原始設備生產商（OEM）代表以及美國質量控制學會（ASQC）車用部門的代表為了要瞭解汽車產業中同關注主題的瞭解，建立了供應商品質需求任務組。 
任務組花了五年分析當時美國、歐洲及日本的汽車設計及製造情形，對日本的汽車業格外關注。當時日本汽車已成功進入美國市場。
今日這三家車廠以及相關的公司都有導入APQP。一階零組件（Tier 1）供應商會需要依照APQP程序以及技術，並且依IATF 16949審核並且登記。目前其他製造業也有導入APQP。
APQP手冊中有包括製程控制計劃的基本要素。APQP程序定義在AIAG的APQP手冊中，是AIAG控制及出版的一系列文件中的一部份。這些文件有：
- 失效模式与影响分析（FMEA）手冊
- 统计过程控制（SPC）手冊
- 量測系統分析（MSA）手冊
- 生產件批准程序（PPAP）手冊

## 主要內容
APQP是開發流程的指南，也是供應商以及車廠分享成果的標準化作法。APQP標範三個階段：開發（Development）、量產（Industrialization）及產品上市（Product Launch）。這三個階段會監控23個主題。這些主題都要在開始生產之前完成。涵蓋的層面有：設計穩健性、設計測試及規格相容性、生產製程設計、品質檢測標準、製程能力、生產能力、產品包裝、產品測試以及作業員訓練計劃等。
APQP著重
- 前期品質計劃
- 利用評估輸出以及提供持續改善來確認客戶滿意程度

APQP包括五個階段：
- 計劃以及定義程序
- 產品設計以及開發驗證
- 製程設計以及開發驗證
- 產品及製程確認以及生產回饋
- 上市、評估以及改善計劃

APQP有以下七個主要的元素：
- 瞭解客戶的需求
- 主動回饋和糾正措施
- 在製程能力內進行設計
- 分析以及緩和失效模式
- 驗證及確認
- 設計審核
- 控制特殊特性（SC，special characteristics）及關鍵特性（CC，critical characteristics）